# Boyfriend (gruppo musicale)
I Boyfriend sono stati una idol band sudcoreana formatasi nel 2011 a Seul, hanno debuttato il 26 maggio 2011 con il singolo omonimo Boyfriend. Sono il primo gruppo di ragazzi ad avere avuto dei membri gemelli. La Starship Entertainment ha annunciato che la band si è sciolta il 17 maggio 2019.

## Storia

### Pre debutto
I due gemelli Jo, Young-min e Kwang-min, si sono formati alla JYP Entertainment per i due anni precedenti alla formazione della band e in qualità di attori bambini erano apparsi già in più di 300 spot commerciali. Durante gli anni del liceo Kim ha recitato in un varietà televisivo, intitolato Conduct Zero, in cui faceva la parte di uno studente ribelle che viene pian piano trasformato in studente esemplare.
Negli anni precedenti anche Minwoo fece da bambino attore in moltissimi 'drama' coreani.

### 2011: Debutto
Il 27 maggio 2011 la Starship pubblica il loro singolo d'esordio, Boyfriend (apparso in vari spettacoli musicali con coreografia cambiata), seguito dalla canzone You & I la quale riceve una critica ampiamente positiva. Il 6 ottobre esce il secondo singolo,  Don't Touch My Girl (Non toccare la mia ragazza). A dicembre il terzo singolo, I'll Be There, raggiunge il secondo posto in classifica.

### 2012: Love Style, debutto in GiapponeeJanus
Firmato un contratto con l'agenzia Being, il 6 giugno 2012 esce il loro album special giapponese We Are Boyfriend. Il 2 maggio, Shim realizza la sua prima canzone da solista, Only You, per la colonna sonora del drama coreano The King 2 Hearts. Il debutto ufficiale giapponese è col singolo Be my Shine, accompagnato dal mini-album Love Style. Il 1º luglio fanno il loro grande concerto al Nippon Budokan. Il 3 dicembre esce un doppio singolo, Dance Dance Dance e MY LADY con immediato videoclip. Il loro primo album coreano, Janus, esce in novembre. Il 1-2 dicembre proseguono il tour giapponese a Kōbe e Saitama, per concludere a Tokyo il 22-24 dicembre. Nel frattempo hanno anche iniziate le riprese per una serie-reality, la cui messa in onda è stata nel gennaio dell'anno seguente.

### 2013:I Yah, On & On,Melody of Eyes, Seventh Mission ePinky Santa
I Boyfriend sono il primo gruppo straniere a cantar una canzone per una serie animata: Hitomi no Melody è il titolo del loro terzo singolo che precede l'album uscito il 27 marzo. Il brano è la sigla finale dei nuovi episodi di Detective Conan. Il singolo raggiunge il secondo posto della classifica Oricon. Il 23 maggio esce On & On per festeggiare il secondo anniversario della loro nascita. Nel frattempo Kim è stato scelto per interpretare il ruolo maschile nel musical 1000th Man assieme al vocalist dei B1A4: lo spettacolo sarà presentato ufficialmente al teatro di Shibuya il 23 settembre. Dopo il ricovero di Lee in ospedale il 14 giugno per un'appendicite acuta, il gruppo ha deciso di proseguire provvisoriamente in cinque. Mentre in occasione del Natale esce il singolo Pinky Santa.

### 2014:Obsession,WitcheBewitch concert
I Boyfriend hanno concluso con successo il loro concerto da solista a Puerto Rico, diventando il primo gruppo K-pop in assoluto a farlo. L'8 marzo, il gruppo si è esibito davanti a 1.700 fan al "Centro De Bellas Artes Luis A Ferre". Si sono esibiti per la prima volta negli Stati Uniti. Sono andati a Chicago l'11 marzo e Dallas il 13 marzo.
Il 26 marzo 2014,pubblicano il loro quarto singolo giapponese "My Avatar" insieme a un video musicale.
Il secondo EP coreano, Obsession, viene rilasciato il 4 giugno.
Il 23 luglio, viene pubblicato il secondo album giapponese, Seventh Color. L'album esce in tre versioni.
l loro terzo EP coreano, Witch, viene rilasciato il 13 ottobre. L'EP contiene sei tracce, incluso "On & On" precedentemente pubblicato nel 2013.
Il loro primo concerto in Corea, The First Chapter a Seoul "Bewitch", si tiene il 23 novembre 2014 alla Olympic Hall, Olympic Park.

### 2015-2016:Boyfriend in Wonderland, primo tour mondiale e promozioni giapponesi
Nel marzo 2015, pubblicano il loro quarto extended play coreano, Boyfriend in Wonderland, con "Bounce" come singolo principale. ll mese seguente, iniziano il loro primo tour mondiale, "The First Chapter: "Bewitch" " partendo da Taiwan e proseguendo in Brasile, Argentina, Bolivia, Messico, Finlandia, Russia e Francia.
Nel maggio 2016, i Boyfriend pubblicano il loro undicesimo singolo digitale coreano, "To My Bestfriend" per celebrare il loro quinto anniversario dal loro debutto come gruppo. A novembre, pubblicano il loro ottavo singolo giapponese "Jackpot". Questo singolo ha segnato il loro secondo singolo pubblicato sotto Kiss Entertainment nell'industria musicale giapponese.

### 2017-2019:Summer,Never End, e scioglimento
Pubblicano il loro nono singolo giapponese, "I Miss You", nel febbraio 2017. Cinque mesi dopo, pubblicano il loro primo extended play giapponese, Summer, con "Summer" come singolo principale. Due anni dopo aver pubblicato il loro quarto extended play coreano, nell'agosto 2017 pubblicano il loro quinto EP, Never End con la traccia intitolata "Star".
Il 25 maggio 2018, i Boyfriend pubblicano "Sunshower", una canzone speciale per commemorare il settimo anniversario del gruppo. Jeongmin contribuisce a comporre la traccia, e i testi sono stati scritti da lui, Donghyun, Kwangmin e Minwoo.
La band si sciolse il 17 maggio 2019.

## Formazione
- Kim Dong-hyun (12 febbraio 1989)
- Shim Hyun-seong (9 giugno 1993)
- Lee Jeong-min (2 gennaio 1994)
- Jo Young-min (24 aprile 1995)
- Jo Kwang-min (24 aprile 1995)
- No Min-woo (31 luglio 1995)

## Discografia

### Coreana
- 2011: Boyfriend, singolo
- 2011: Don't Touch My Girl, singolo
- 2011: I'll Be There, singolo
- 2012: Love Style, mini album
- 2012: Janus, album
- 2012: I Yah, album riconfezionato
- 2013: On & On, singolo digitale
- 2014: Obsession, Album
- 2014: Which, album
- 2015: Boyfriend in Wonderland, album
- 2025: In The Garden

### Giapponese
- 2012: Be My Shine, singolo
- 2012: Dance Dance Dance / MY LADY, doppio singolo
- 2013: Seventh Mission, album
- 2013: Melody of Eyes, singolo